# Gynoplistia (Gynoplistia) conchyliata
Gynoplistia (Gynoplistia) conchyliata is een tweevleugelige uit de familie steltmuggen (Limoniidae). De soort komt voor in het Neotropisch gebied.